# Чанкова, Йорданка
Йорда́нка Георгиева Чанкова, в девичестве Нико́лова (болг. Йорданка Георгиева Чанкова (Николова); 8 января 1911, Ставруполис — 1 июня 1944, Елешница) — деятельница Движения Сопротивления в Болгарии в годы Второй мировой войны, одна из лидеров Рабочего молодёжного союза.

## Биография
Йорданка Николова родилась 8 января 1911 в Ставропулисе (на территории нынешнего греческого нома Ксанти). В возрасте 8 лет перебралась с семьёй в Болгарию, в 12 лет устроилась работать на табачной фабрике в Пловдиве.
С 1928 года Йорданка принимала активное участие в стачках и вступила в Рабочий молодёжный союз.
С 1930 года - член Болгарской коммунистической партии, делегат от Болгарии на 5-м конгрессе Профинтерна в Москве в августе 1930 года.
В 1931 году заняла должность секретаря Пловдивского отделения РМС, в 1932 году вступила в ЦК Комсомола.
С 1934 по 1936 годы училась в Международной ленинской школе г. Москвы.
С 1937 по 1939 годы - в тюремном заключении. В апреле 1939 года вышла замуж за Георги Чанкова, после освобождения была восстановлена на должностях в БРП(к) и РМС.
С 1939 года - секретарь ЦК РМС и член ЦК компартии, с 1942 года - член Политбюро ЦК Болгарской рабочей партии.
Во время второй мировой войны Чанкова участвовала в движении Сопротивления, в начале 1942 года она была арестована и отправлена в концлагерь Гонда-Вода близ Асеновграда, откуда сбежала в июле 1942 года. В партизанском движении была известна под псевдонимом Катя. 
В апреле 1944 года присоединилась к Трынскому партизанскому отряду (на основе которого в середине мая 1944 года была сформирована 2-я Софийская народно-освободительная бригада НОПА).
23 мая 1944 года участвовала в бою против болгарских жандармов и полиции севернее села Батулии
30 мая 1944 была ранена в бою против жандармов близ Елешницы, попала в плен и 1 июня 1944 года была расстреляна.

## Память
После войны была похоронена в братской могиле в Софии.
Памятники были установлены в Пловдиве и в селе Елешница.
6 января 1959 года селение Елешница было переименовано в Йорданкино (15 октября 1991 года - переименовано обратно).
В 1980-е годы на Варненском судостроительном заводе им. Георгия Димитрова началось строительство 201-метровых сухогрузов проекта 591.1, одним из которых стал сухогруз "Йорданка Николова" (продан в КНР и разобран на металл весной 2009 года).